# بخش مرکزی شهرستان خنداب
بخش مرکزی شهرستان خنداب یکی از بخش‌های شهرستان خنداب در استان مرکزی ایران است.

## تقسیمات کشوری
- بخش مرکزی شهرستان خنداب
  - دهستان خنداب
  - دهستان دهچال

شهر : خنداب

## جمعیت
بنابر سرشماری مرکز آمار ایران، جمعیت بخش مرکزی شهرستان خنداب در سال ۱۳۹۰ برابر با ۲۵۵۶۵ نفر بوده‌است که از این میان ۱۲۹۸۳ نفر مرد و بقیه زن بوده‌اند. این شهرستان ۶۹۵۹ خانوار دارد.